# Mílton Antônio dos Santos
Mílton Antônio dos Santos SDB (* 23. September 1946 in Campos do Jordão, São Paulo) ist ein brasilianischer Ordensgeistlicher und emeritierter römisch-katholischer Erzbischof von Cuiabá.

## Leben
Mílton trat 1964 in das Noviziat der Salesianer Don Boscos in Pindamonhangaba ein. Nach der ersten Profess am 31. Januar 1965 studierte er bis 1967 Philosophie und Literatur in Lorena, dann Katholische Theologie am Theologischen Institut Pius XI. in São Paulo. Von 1971 bis 1974 spezialisierte er sich in Theologie an der Päpstlichen Universität der Salesianer in Rom. Am 22. Dezember 1974 empfing er die Priesterweihe. In der Ordensgemeinschaft war er von 1975 bis 1980 Pastoralleiter im Kleinen Seminar, von 1981 bis 1985 Direktor des salesianischen Kollegs São José in Sorocaba, von 1986 bis 1991 Direktor des Lyceums Coração de Jesus in São Paulo. 1992 bereitete er sich in Rom auf seine Aufgabe als Novizenmeister vor, das er von 1993 bis 1995 in São Carlos innehatte. Von 1996 bis 1998 war er Direktor des Salesianischen Verlags Dom Bosco in São Paulo. Von 1999 bis 2000 war er schließlich noch Direktor des salesianischen Kollegs Santa Teresinha in São Paulo.
Am 31. Mai 2000 wurde er durch Papst Johannes Paul II. zum Bischof von Corumbá ernannt. Der Erzbischof von São Paulo, Cláudio Hummes OFM, spendete ihm am 20. August desselben Jahres die Bischofsweihe. Mitkonsekratoren waren der Erzbischof von Cuiabá, Bonifácio Piccinini SDB, und der Erzbischof von Campo Grande, Vitório Pavanello. Am 3. September fand die Amtseinführung im Bistum Corumbá statt. Sein Wahlspruch lautete Deus é amor e misericórdia („Gott ist Liebe und Barmherzigkeit“) (1 Joh 4,16 ).
Am 4. Juni 2003 wurde er zum Koadjutorerzbischof des Erzbistums Cuiabá bestimmt. Mit dem altersbedingten Rücktritt Bonifácio Piccininis SDB am 9. Juni 2004 folgte er diesem als Erzbischof nach. Vom 2. August 2007 bis 12. November 2008 war er nach dem Tod Franco Dalla Valles zudem Apostolischer Administrator des Bistums Juína.
Papst Franziskus nahm am 23. Februar 2022 das von Mílton Antônio dos Santos aus Altersgründen vorgebrachte Rücktrittsgesuch an.